# Rita Caveda y Solares
Rita Caveda y Solares (Villaviciosa, 12 de abril de 1760- primeros años del siglo XIX) fue una de las pocas escritoras españolas pertenecientes a la Ilustración Española.

## Biografía
Nació en una familia acomodada del concejo de Villaviciosa. Hija de María Antonia del Portal Solares de la Riega, primera mujer censada con el nombre de la patrona maliayesa, y de José Caveda Mones. Su hermano fue el ilustrado Francisco Caveda Solares.Con 31 años contrajo matrimonio con Antonio Tenreiro Montenegro, con quien tuvo un hijo, Antonio de Paula. La fecha de su defunción no está registrada con certeza. Sin embargo, se estima que murió en su concejo natal a comienzos del siglo XIX.

## Trayectoria
La bibliografía de Caveda y Solares está compuesta por un único título publicado: Cartas selectas de una señora a una sobrina suya, entresacadas de una obra inglesa impresa en Filadelfia (1800), un tratado educativo dirigido a las mujeres en el que se abordan temas como la economía doméstica, las relaciones sociales o la familia.Se cuestiona que Caveda simplemente se dedicara a la traducción de la obra y se le atribuye su autoría completa.
Se conocen una serie de epístolas enviadas a su sobrino con el objetivo de intervenir en la educación de una joveny existe también registro de que esporádicamente compuso poesía en asturiano. Hay constancia de que existen trabajos inéditos de su autoría que aún no han sido publicados.

## Reconocimientos
Caveda y Solares ha sido investigada por diferentes figuras del panorama académico español, entre ellas la catedrática de Literatura Española Inmaculada Urzainqui y el escritor autóctono de Villaviciosa Etelvino González. A raíz de su desconocimiento en su concejo también ha sido creada la tertulia 'Rita Caveda Solares', un colectivo muy activo en Villaviciosa.